# Empower Field at Mile High
El Empower Field at Mile High, anteriormente conocido como Invesco Field at Mile High (2001-2011), Sports Authority Field at Mile High (2011-2018) y Broncos Stadium at Mile High (2018-2019), es un estadio de fútbol americano de la ciudad de Denver (Colorado), Estados Unidos. Es la casa de los Denver Broncos, ganadores del Super Bowl en los años 1998, 1999 y 2016, y tiene una capacidad para 76.125 espectadores.

## Controversia por el nombre

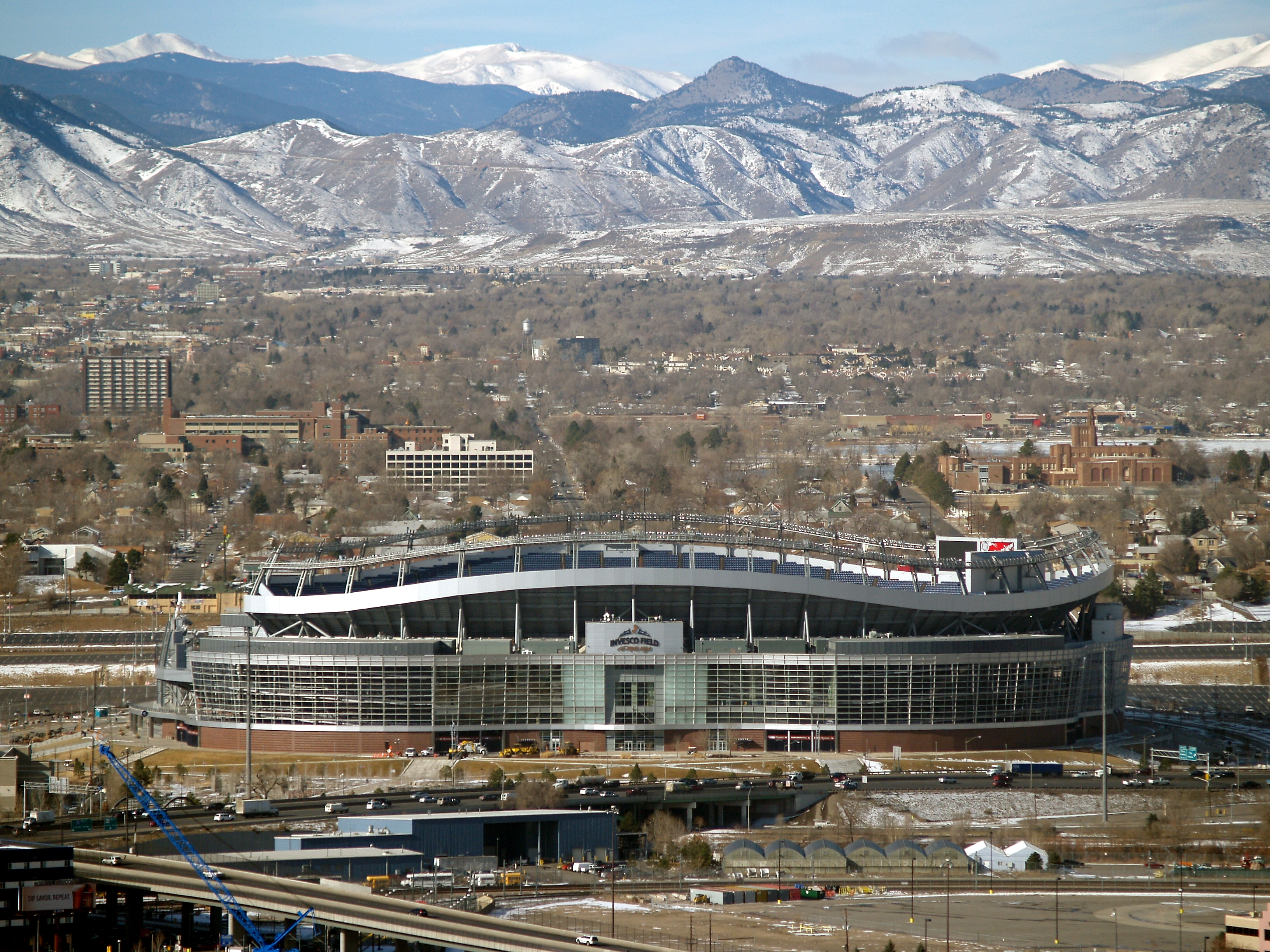
Vista del estadio

Muchos fanáticos se opusieron a que utilizara el nombre de una corporación y desean conservar el nombre del lugar anterior, "Mile High Stadium". El diario The Denver Post se negó a utilizar el nombre Invesco y se refirió a ella como Mile High Stadium durante varios años antes de cambiar su política y añadiendo Invesco a los artículos.
El 16 de agosto de 2011, la Oficina de Estadios del Distrito Metropoltano anunció Invesco transferiría inmediatamente los derechos del nombre a Sports Authority con sede en Colorado, en un contrato de 25 años por valor de $6 millones por año.
Actualmente lleva el nombre de "Empower Field at Mile High".

## Disponibilidad
Se utiliza sobre todo para los encuentros de fútbol americano. Es la casa de los Denver Broncos. El estadio también alberga el equipo profesional de lacrosse, los Denver Outlaws. En el fútbol universitario ha acogido el partido de la rivalidad entre los Rams Universidad Estatal de Colorado y los Búfalos de la Universidad de Colorado de Boulder. También se utiliza para juegos clase 4A y 5A CHSAA de las escuelas secundarias de Colorado, y se ha utilizado para la final Marching Band CBA. Además, se ha utilizado para el campeonato de la DCI (Drum Corps International) en el 2004. También se utiliza para conciertos, festivales de música y otros eventos. Era la antigua casa del equipo de la Major League Soccer (MLS), Colorado Rapids.
En el 2013, albergó 2 partidos de la primera ronda del Grupo A de la Copa de Oro de la Concacaf.

## Ubicación
El estadio fue construido para ser de fácil acceso. Se encuentra a lo largo de la Interestatal 25 cerca de la Avenida Colfax y la Avenida 17. También limita con Federal Boulevard, una importante vía de Denver, en el lado oeste. Una estación de tren ligero dedicado también sirve el estadio. El estadio está situado en la comunidad de Sun Valley a 10 millas del centro de Denver.